# Tune
Tune bezeichnet im Englischen allgemein eine Melodie oder Weise.
Speziell im Bereich des keltischen Folks ist Tune ein Oberbegriff für jegliche Melodie, insbesondere für Instrumentalstücke (meist Tanzstücke) im Unterschied zum gesungenen Lied (engl. Song). Die wichtigsten Arten von Tunes sind Reel, Jig, Hornpipe, March, Air, Lament und Set Dance. Hinzu kommen zahlreiche regionale Sonderformen wie Slide, Irische Polka, Fling, Barndance, Pibroch und Strathspey.
Im 19. Jahrhundert kamen weitere Tune-Arten wie Mazurka, Polka, Schottische, oder Waltz hinzu.
Ein Tune besteht meist aus zwei unterschiedlichen Parts à acht Takten. Mehrere Tunes werden häufig zu einem so genannten Set (meistens gleichartige Tunes) oder Piece (meistens verschiedenartige, im Tempo oft steigende Tunes) zusammengestellt.